# Întoarcerea lui Vintilă Horia
Întoarcerea lui Vintilă Horia este un film românesc din 2000 regizat de Marilena Rotaru, Sorin Chivulescu. Rolurile principale au fost interpretate de actorii Vintilă Horia.

## Distribuție
Distribuția filmului este alcătuită din:
- Vintilă Horia